# رأس لفان

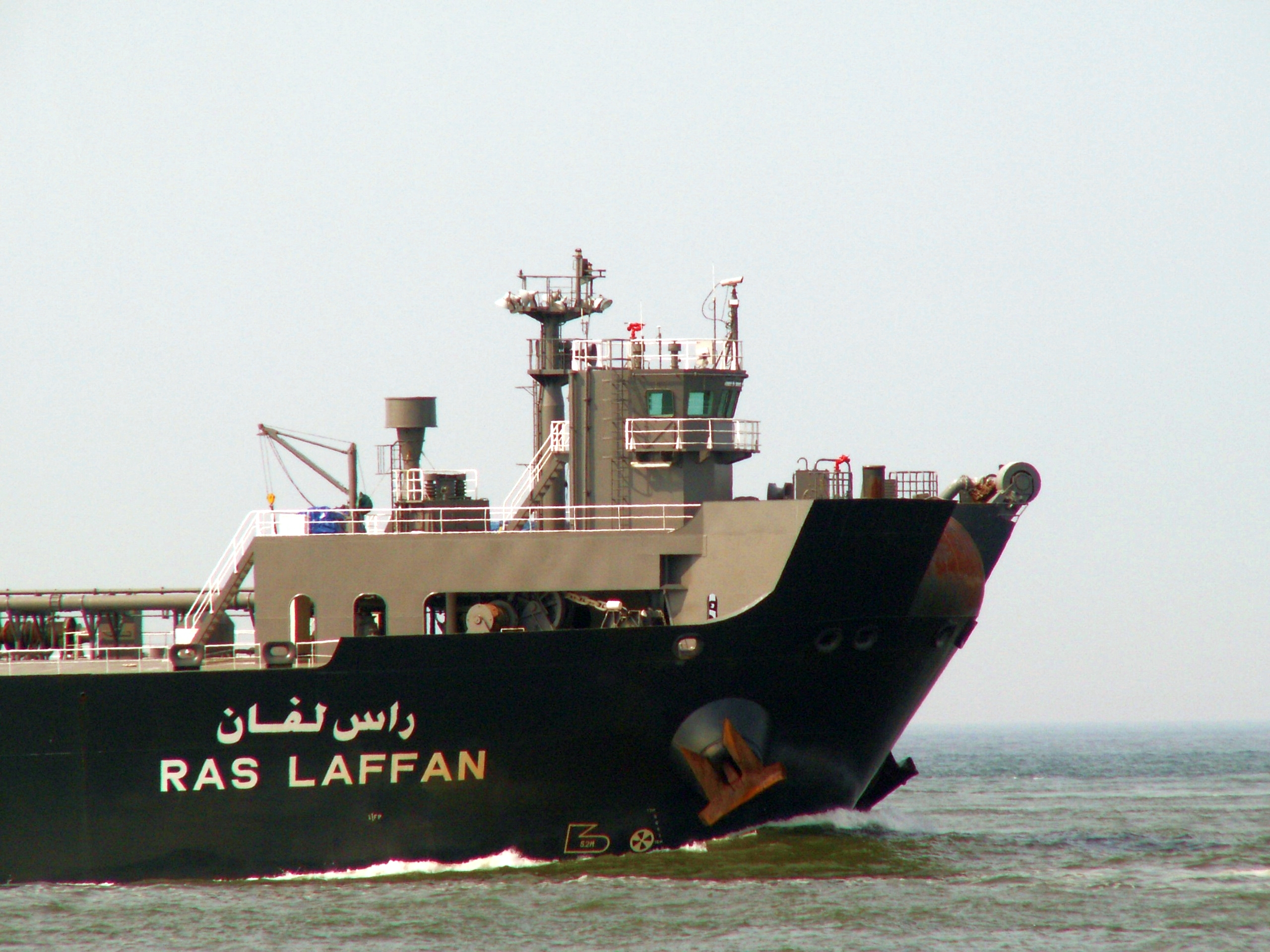
سفينة تسمى «راس لفان» سنة 2009م

مدينة رأس لفان تقع في شمال دولة قطر وبها منطقة صناعية ضخمة لتسييل الغاز وتصدير الغاز الطبيعي المسال. يعتبر ميناء رأس لفان القطري من اضخم المواني لتصدير الغاز في العالم.

## الشركات
منها
- راس غاز
- قطر للغاز
- قطر للبترول
- أوريكس- منشأة تسييل مملوكة جزئيا لساسول شركة من جنوب أفريقيا
- دولفين
- شل التي تدير مشروع اللؤلؤة أكبر مشروع تسييل في العالم

## روابط خارجية
الموقع الرسمي[وصلة مكسورة]